# シャイニング・フォース 神々の遺産
『シャイニング・フォース 神々の遺産』（シャイニング・フォース - かみがみのいさん）は、1992年3月20日に日本のセガ・エンタープライゼスから発売されたメガドライブ用シミュレーションロールプレイングゲーム。英題は『Shining Force: The Legacy of Great Intention』（日本版ゲームのタイトル画面においても英称が使われている）。日本国外ではこのタイトルで発売された。
同社の『シャイニング・シリーズ』の第2作目。主人公のマックスを操作し、ルーンファウスト王国の軍を倒してガーディアナ王国を救出する事と「光の剣」を奪還する事を目的としている。通常シーンはロールプレイングゲームのようなシステムとなっているが、戦闘シーンではシミュレーションゲームのようにキャラクターを駒のように動かすシステムを特徴としている。
開発はクライマックスおよびソニックが行い、前作から引き継いだスタッフとして、プロデューサーおよびゲーム・デザインは高橋宏之、音楽は吉村政彦、キャラクター・デザインはキャラクターデザインは玉木美孝が担当、ディレクターはパソコン用ソフト『ジーザス』（1987年）を手掛けた田口泰宏とメガドライブ用ソフト『ランドストーカー 〜皇帝の財宝〜』（1992年）にて原作を手掛けた折茂賢司が担当している。

## 概要
シャイニング・シリーズの2作目であり、シリーズ上の時系列では1作目の『シャイニング&ザ・ダクネス』（1991年）より古い時代の物語である。なおシャイニング・シリーズは後に『II』（1993年）、『III』（1997年）のようなナンバリングタイトルや、外伝的な作品も数多く製作されている。
プレイヤーは光の軍勢「シャイニング・フォース」を率い、各地を転戦して経験を積み、新たな仲間を加えながら闇の軍勢に立ち向かうことになる。基本的なゲームの流れは、キャラクターを駒のように動かして敵と戦うパートと、街でイベントを起こしたり、戦闘の準備をするパートを繰り返しながら進んでいく。シナリオは8章からなり、分岐などはない。
後にリメイク版としてゲームボーイアドバンス用ソフト『シャイニング・フォース 黒き竜の復活』（2004年）が発売された。メガドライブ版は2007年にWii用ソフトとしてバーチャルコンソールにて、2010年にはiOS用ソフトとして配信され、ゲームボーイアドバンス版は2016年にWii U用ソフトとしてバーチャルコンソールにて配信された。2019年にはセガ自ら手掛けリリースされる復刻系ゲーム機・メガドライブ ミニにプリインストールされる42作品の一つとして収録された。

## ゲーム内容

### 街
街や村では、一般的なRPGと同じように、NPCと会話して情報を収集したり、アイテムを購入して戦いの準備ができる。
また、新しいキャラクターを仲間にできる場でもある。話しかけるだけで仲間になる者もいれば、別の場所で特定のイベントを起こしていなければならない場合もある。
本陣では部隊を編成できる。プレイヤーキャラクターは最大30人にもなるが、実際に戦闘に参加できるのは12人までである。そのため、すでに12人以上のキャラクターがいる場合、新しい仲間を使うためには誰かを外さなければならない。
道具屋や武器屋ではアイテムが購入できる。また、捨ててしまった重要なアイテムは、「掘り出し物」に並ぶ。

### 戦闘

#### 戦闘の流れ
戦闘が始まると、各キャラクターは素早さのステータスが高い順に行動する。点滅しているマスの範囲内に移動でき、そこから武器や魔法の範囲に敵がいれば攻撃できる。戦闘シーンはプレイヤーと敵が斜めに向き合い、攻撃方法に応じたアニメーションで描かれる。
攻撃パターンには武器を用いた通常攻撃の他に、MPを消費する魔法もある。魔法はひとつの種類につき最大4レベル存在し、レベルが高いほど消費MPが大きくなるが、威力や効果範囲は向上する。
敵も同様に行動し、味方に襲いかかってくるが、中には敵味方関係なく一定範囲にダメージを与える兵器も存在する。攻撃を受ける前に範囲外へ味方を退避させ、敵だけにダメージを与えることも出来る。
主人公が倒されるとゲームオーバーとなるが、主人公だけが使える「リターン」の魔法か、アイテムの「てんしのはね」を使うことによって、ペナルティなしで戦闘から離脱できる。再び戦闘を行った場合、敵はすべて戦闘前の状態に戻る。そのため、撤退を繰り返して経験値や資金を稼ぎ、難易度を下げることも可能である。

#### 地形効果
キャラクターの位置する地形タイプに応じて地形効果が発生する。これは数値として、画面の左上にパーセンテージで表示される。
地形効果が高いほど敵から受けるダメージは緩和されるが、一般的に高い地形効果を持つ場所は山脈地帯や岩場、森林などの足場が悪い場所で、特定の職業のユニットがそれらの場所に侵入すると著しく移動範囲が狭くなる。
例外として飛行系のユニットは地形効果を受けないが、防御面の利点が受けられず、大きなダメージを受けるリスクを伴う。

### レベルと転職
経験値が100ポイントに達するとレベルが上がる。経験値は敵へダメージを与えた時、敵の撃破時、味方の回復時などに得られ、攻撃時の獲得経験値は敵とのレベル差で大きく変動する。そのため、味方のレベルが高いと得られる経験値は少なくなり、差が極端に大きい場合は1ポイントにまで減少する。
レベルが10を超えると、教会で上級職に転職できる。転職できる職業は、転職前の職業によって1つに決まっている。転職するとレベルが1に戻り、ステータスが少し低下してしまうが、レベルアップによるステータスの成長が早くなり、強力な武器を装備することも出来るようになる。転職前でもレベル10以降に大きく成長する者もいるため、転職を遅らせた方がいい場合もある。

### 装備
装備品は「剣」、「斧」、「ランス」、「スピア」、「杖」、「矢」、「リング」の7種類に分類され、職業によって装備できる武器のタイプは決められている。 「リング」はすべての職業が武器とは別に装備でき、ステータスを向上させる効果がある。武器による攻撃は基本的に単体攻撃である。
「杖」、「剣」、「斧」、「ランス」は周囲4マスの敵のみを攻撃できる近接戦闘武器であり、後者になるほど攻撃性能は高くなる傾向にある。「スピア」は周囲8マスと縦横直線2マスの攻撃範囲を持つ。「矢」は周囲4マスを除き縦横直線2マス、周囲斜め1マスを基本攻撃範囲とするが、上位の矢はより広範囲の敵を攻撃できる。
また、装備品の中には使用すると魔法の効果を持つものがあり、あまり酷使すると「ひび」や「けむり」といった異常が発生する。さらに使用を続けると消滅してしまうが、その前に武器屋で修理すれば、再び使用できるようになる。
装備品の中には呪われたアイテムが存在し、装備すると外せなくなり、ダメージを受けたり行動が制限されるなどのペナルティが課せられる。しかし、呪われたアイテムの多くは強力な効果を持つ。呪いは教会で解除できる。
持てるアイテムの上限は、現在装備している武器やリングを含めて4つまでである。たとえば、騎士などは遠距離攻撃もできるが威力の低いスピアと、近接戦闘のみだが威力の高いランスを装備でき、場面によって使い分ける戦い方ができる。しかしその場合、他に持てるアイテムは2個までに制限される事となる。

### コマンドの選択方法
コマンドは十字キーの上、下、左、右に割り振られている。たとえば、戦闘時の移動後は上下左右に攻撃、待機、道具、魔法が表示され、魔法を選択した場合は覚えている魔法が表示され、レベルがあるものは更にレベル選択になる。

## 設定

### ストーリー
舞台は暗黒の竜ダークドラゴンとの戦いで滅亡しかけた大陸。ダークドラゴンが神々によって封印されて千年の時が経った後の物語。人々からはかつての伝説も忘れ去られようとしていた。そんなある日、一人の青年がルーン大陸の西にあるガーディアナ王国の浜辺に打ち上げる。発見してくれた僧侶のおかげで一命を取り留めるも、青年はマックスという自分の名前以外の全ての記憶を失っていた。
それからしばらく、ガーディアナ王国の騎士団長バリオスの下で剣の修行を受け続けてきたマックスは、日を追うごとにその腕前を上達させついには騎士団長も認める使い手に成長を果たす。しかし同時期、大陸の東の果てにあるルーンファウスト王国では謎多き軍師ダークソルにそそのかされ、皇帝ラムラドゥがガーディアナ王国への侵攻を始める。
ガーディアナ王国領内にある遺跡で、ルーンファウスト軍と思われる一隊が謎の調査を開始した。異変を感じたガーディアナ王から命を受けたマックス一行は、遺跡でルーンファウストの兵士と一戦を交え帰還。しかし、ガーディアナ城は既にルーンファウストの軍勢に襲われ、騎士団長のバリオスが「暗黒の剣」を振るうルーンファウストの剣士カインに倒されてしまう。
カインはガーディアナ城に安置されていた「光の剣」を強奪し、マックスたちはそれを追うが…

### 世界観
『シャイニング・フォース』の世界は一般的な剣と魔法の中世西洋ファンタジーであるが、ゲームの後半より古代文明の遺産であるロボット系モンスターなども登場する。
主に登場する種族は一般的な「人間」のほか、上半身が人間で下半身が馬の「ケンタウロス」、小柄な体格の「ホビット」、強い力を持つ「ドワーフ」、特異な耳の形をした「エルフ(ダークエルフ)」、犬のような鼻を持つ「キャントール」、全身が毛に覆われた犬獣人の「ウルフリング」と狐獣人の「フォックスリング」、卵から孵化する「魔法生物」、ドラゴン人間の「ドラゴニュート」、空を飛び人語も扱う「鳥人」、特殊な鎧に身を包んだ「アルマジロ」、滅亡の危機にある「神竜」、古代から存在する「ロボット」など。
敵ユニットとしては「ゴブリン」、「ゾンビ」、「ペガサスナイト（ケンタウロスに羽が生えた者）」、「ドラゴン」など一般的なファンタジー系モンスターが登場する。

### 職業
本作には種族とは別に多数の職業が登場する。左は初期、右は転職後の職業名。

#### MD・GBA共通
「剣士」→「英雄」
主人公の職業。すべてにおいて平均したステータスを持つ。倒されるとパーティー全体の敗北となり、持ち金が半分になるペナルティと共に教会に戻される。町に戻る魔法「リターン」を唯一使うことができる。武器は剣のみを装備できる。
「騎士」→「パラディン」
ケンタウロス専用の職業。武器は近接戦闘のみの「ランス」と遠距離も攻撃できる「スピア」の2種類を使うことができる。攻撃・防御のバランスが良く移動力も高いが、移動力が森・山脈・瓦礫などでは大きく落ちるのが難点。キャラクター数が多いこともあり、攻撃呪文を覚える者や体力がかなり伸びる者など、個性差が大きい。
「戦士」→「魔戦士」
近接系の武器を使う、主にドワーフ系キャラクターの職業。移動力は高くないが足場が悪い場所でも大きく低下しない。防御力に秀でるが体力はそれほど多くなく、素早さが低い。これらのため、物理攻撃に強いが魔法攻撃に弱い。主人公の剣士とは違い、剣のほかに斧も使って戦うことができるが、魔法は一切習得できない。
「魔道士」→「大魔道」
魔法を主とした攻撃をする職業。使える魔法はキャラクターによって異なるが、基本的に1種類以上の攻撃呪文にステータス異常をもたらす魔法を覚える者もおり、武器に杖を装備することができる。魔法は外れることなく防御力に関係なくダメージを与えることができ、広範囲に攻撃できるものもある。しかし、MPが尽きると戦力が大幅に低下することと、防御力が低いことが欠点である。
「僧侶」→「大僧正」
回復魔法を扱うことができる。また、味方のステータスを一時的に上昇させる魔法やステータス異常を回復させる魔法を覚えることもある。魔導士よりは攻撃力・防御力があるが、戦士や騎士には大きく及ばない。
「アーチャー」→「ボウマスター」
弓を使った遠距離攻撃を得意とする職業。弓はスピアとは違い隣接した敵を攻撃できないが、上位の武器を手に入れる事で攻撃範囲が広がる。防御力・体力は魔道士並に低い。魔法と違い、MPを消費せずに遠くの敵を攻撃できる。
「アサルトナイト」→「バスターナイト」
ライル専用の職業。弓系の武器を使う騎士で、攻撃はアーチャーと同じだが機動力は騎士と同様。
「鳥人」→「バードラー」
飛行ユニット。壁以外の地形なら高い山でも影響なく進軍でき、移動力自体も高い。反面防御力と体力がかなり低く、地形による防御補正も得られない。剣系の武器を装備でき、素早さを中心に成長していく。
「モンク」→「マスターモンク」
ゴング専用の職業。僧侶よりも高い攻撃・防御力を持ち、回復魔法も使うことができるがMPが少ない。武器は装備できない。
「ワーウルフ」→「ウルフバロン」
ザッパ専用の職業。攻撃力と森林地帯での移動能力に優れている。武器は装備できない。
「スチームナイト」→「スチームバロン」
ガンツ専用の職業。見た目通り、防御力が高く移動力は全軍で最低。ただし地上ユニットとしては地形適性が最高で、山や瓦礫などでも移動上の影響を受けない。ランスやスピアといった騎士系の武器を装備する。
「ウイングナイト」→「スカイロード」
コーキチ専用の職業。基本は鳥人と同様だが、武器がランスやスピアといった騎士系の装備である。
「魔法生物」
ドミンゴ専用の職業。飛行能力があり、移動は地形に左右されないが、鳥人と違って高い山は越えられない。魔道士のように様々な呪文を覚え武器は装備できないが、防御面は魔道師よりもかなり優れている。
「ドラゴン」→「ドラゴンマスター」
バリュウ専用の職業。飛行ユニットなので鳥人と同じく地形に左右されず進軍できる。武器は装備できない。仲間になった当初のパラメータは低めだが、成長すると戦闘能力が大きく上昇する。
「機械兵」→「機神」
アダム専用の職業。スチームナイト同様、移動能力に恵まれないが転職後の能力成長が著しい。武器は装備できない。
「サムライ」
ムサシ専用の職業。素早さと移動力に欠ける反面、攻撃力と防御力が優れている。武器は剣のみ。
「シノビ」
ハンゾウ専用の職業。移動力はサムライを凌ぐが、守備力は低い。武器は剣のみだが、魔法を扱える。
「ヨーグルト」→「ヨーグルト」
ヨーグルト専用の職業。移動力を除いた全てのパラメータが1で、レベルアップもしない。レベル1でも転職できるが、何度転職してもヨーグルトのままである。戦闘中にヨーグルトリングを落とし、それを他のキャラクターに装備させると外見がヨーグルトになる。

#### GBAのみ
「シャーマン」→「セイント」
ナーシャ専用の職業。補助・回復魔法が充実しており、僧侶よりも打たれ強く、攻撃力もそれなりに高い万能タイプ。武器はメイスのみ。
「インセクター」→「アサシン」
ズイカ専用の職業。武器は装備できないが、素手でも十分な攻撃力を持つ。防御力が高く、素早さが低い。転職後はHPが半分以下になると怒りが爆発し、能力が大幅に強化される。
「カード使い」
キョウカQ専用の職業。戦闘能力は皆無だが、カードを用いたサポートが得意。武器は装備できない。
「ソードマスター」
リメイク版で追加されたムサシ専用の上級職。
「スーパーシノビ」
リメイク版で追加されたハンゾウ専用の上級職。

## 登場人物

### シャイニング・フォース
マックス主人公。古代人の末裔で、カインとともにダークソルと戦うが敗北し、ガーディアナに漂着するが記憶を失っており、王国の剣士として迎えられる。普段は喋らないが、エンディングのみ台詞がある。転職後は胸部に青い石がはめ込まれた濃紺の鎧を身に付け、カインと対をなすデザインとなっている。カオスブレイカー装備時、ダークドラゴンにとどめを刺す時のみ、オリジナルのモーションで衝撃波を出す。:転職後は、突出はしないもののどのステータスも満遍なく伸びていくため、一番安定した強さになる傾向がある。
ロウ主人公の友人。スケベだが正義感が強い。ホビットの僧侶見習い。初期メンバー。
ラグガーディアナのドワーフ戦士。明るい性格で激しい戦闘をこなす初期メンバー。
メイガーディアナの戦士。バリオスの娘。勝気で誇り高い性格。ケンタウロスの騎士。
ケンガーディアナ騎士団最年少の騎士。だが、まだ見習い。主人公を尊敬している。ケンタウロスの騎士。初期メンバー。:HPの伸びが良いが、防御力があまり上がらない傾向にある。
タオガーディアナ王女アンリの侍女。ガーディアナ城唯一の魔道師。ディアーネの妹。エルフの魔道士。初期メンバー。:ブレイズを最大レベルまで習得し、ステータスは特に敏捷さの伸びが大きいため、行動順が早くなる傾向がある。
ハンスガーディアナ騎士団の弓兵。争いを嫌う温厚な性格。エルフのアーチャー。初期メンバー。
ゴング修行僧。高名な神父の元を尋ねていた所に、主人公と遭遇し仲間に。巨人族のモンク。
ゴートガーディアナの老兵。隠居中に敵軍に襲撃されて愛娘を失い、復讐を誓う。ドワーフの戦士。
チップアルタローンの僧侶。投獄された主人公を釈放し、仲間となる。キャントールの僧侶。:オーラを習得し、中盤はパワースティック、後半は聖者の杖を持たせることで攻撃力も高くなる。:ロウやトーラスとは種族及び性別が違う事もあり特徴的なグラフィック。転職後はケルト風の民族衣装になる。
アンリガーディアナの王女。マナリナに留学中に主人公と出会い、父の訃報を聞き仲間に。人間の魔道士。ガーディアナ国の義勇兵が初期メンバーである経緯から、多士済々のシャイニング・フォース内部でも、彼女の発言力は大きい。:フリーズを最大レベルまで習得する。タオと比べると、HPとMP、防御力が安定して伸びる傾向がある。
アーサー元貴族の騎士。マナリナで洗濯をしていたが、敵軍と戦う決意を固める。ケンタウロスの騎士。ブレイズ・フリーズ・スパークの魔法も使える。冒険が終わったあとやりたいことがあるらしい…:初期職で20まで引っ張って転職させると、レベル10を超えるあたりから凄まじい成長をするようになり、全ケンタウロスキャラの中で最強クラスになる。
バルバロイ敵軍と戦う騎士。シェード教会で石になってしまっていたが、主人公に助けられる。種族も職業も鳥人。
アモンバルバロイの妻。主人公に夫を助けられ、共に戦列に加わる。種族も職業も鳥人。
ディアーネバストークの弓兵。採石場に捕らわれた男達を助けるために立ち上がる。エルフのアーチャー。
ザッパバストークの王。敵軍の策略により興奮作用のある毒薬を飲まされるが、主人公に助けられ仲間に。ウルフリング。:ステータスの伸びが全体的にすさまじく、HPや攻撃力、敏捷さは特にぐんぐん伸びていく傾向にある。
ペイルルーンファウストの傭兵。敵軍に仕えるも、極悪非道に耐えかね反乱を起こす。ケンタウロスのパラディン。
ヨーグルト開発社「クライマックス」のマスコットキャラクターであり、隠しキャラクター。以降のシリーズでも登場する謎のキャラ。種族も職業もヨーグルト。戦いでは全く役に立たず、全く成長しない。
コーキチバストークの発明家。空を飛ぶ事を志し、特殊な機械を開発中。近隣住民からは変人扱いされている。人間のウィングナイト。
バンガードパオの傭兵。パオで雇われていたが、パオのリーダーの計らいにより仲間となる。大酒飲み。ケンタウロスの騎士。
ガンツ発明家クロックの弟子。スチームスーツの実験開発を手伝わされ、その装備を持って戦線に加わる。種族不明のスチームナイト。:転職後は防御力の伸びが凄まじく、1.2を争うレベルになる。
ドミンゴ謎の卵から孵った知的生命体。元所有者のマナリナの魔道士のような、強力な魔法を使う。種族も職業も魔法生物。
アーネスト敵軍に対抗する騎士団の隊長。仲間を失い、途方に暮れていた所に主人公が駆けつけ仲間に。ケンタウロスの騎士。
ライル発明家クロックの弟子。仲間になるため主人公を追ってルドル村まで駆けつける。ケンタウロス亜種のアサルトナイト。
バリュウ神竜の生き残り。臆病な性格だが凄まじい潜在能力を秘めている。ルドル村の子供達とは友達。神竜のドラゴン。:会心の一撃時、黄色い衝撃波を放つ。転職後は全ステータスの伸びが良く、特に攻撃力も1,2を争う程になる。
アレフプロンプトの魔道士。ダークソルの野望を阻止するために古の塔で交戦中。フォックスリングの魔道士。:ブレイズ・フリーズ・スパーク全て使え、特にスパークは唯一レベル4を習得する。
トーラスプロンプトの僧侶。国を代表する高名な術士である。アレフと共に主人公の仲間となる。ホビットの大僧正。
アダム古代のロボット。ある場所で主人公を待つ。機械兵。会心の一撃時、手から光線を放つ。加入タイミングが遅い上にレベルが低いが、成長率はバリュウと同等であり、育成出来ればかなり強く出来る。
ムサシ隠しキャラクター。主人公らの噂を聞きつけ、仲間に。人間のサムライ。加入タイミングは遅いが最初からある程度ステータスが高く、加入後も攻撃力や、特に、HPの成長率が特に良いため1,2を争うHPの高さになる。
ハンゾウムサシと同様の隠しキャラクター。人間のシノビ。

### 協力者
ノーバガーディアナの軍師。主人公に同行して、隊のバックアップを務め、本陣の管理や様々なアドバイスをする。
バリオスガーディアナの騎士。勇敢で忠義に厚い。物語冒頭にカインと戦い戦死する。
ガーディアナ国王王様。ガーディアナを列強国に押上げた人物。主人公を古の城門へと向かわせる。ガーディアナという国名は、元々「古の城門」の守護者としての使命を託されたガーディアナ国建国の理念に由来する。
オトラントマナリナの指導者。大陸に名を馳せる高名な魔術師。「シャイニングフォース」の名づけ親。
コロンパオトレインで平原を旅するパオ族の族長。まだ幼い少女ながら、予言者でもあり、ルーンファウスト軍侵攻によって起こされる戦乱を予知していた。
ボーケン若き冒険家。ルーン大陸での旅の途中で何度も主人公たちと出会う。

### ルーンファウスト軍
ダークソルルーンファウストの軍師。皇帝を唆し、実質的な支配者となる。
バルバザーク獣魔兵団指揮官。ウランバートル要塞の守備を固める。ダークソルによって、肉体を強化されている。
カインシルバーナイトを率いる指揮官。暗黒の剣を携えたルーンファウスト最強の剣士。その正体はマックスの兄で、物語冒頭にダークソルとの戦いに敗れてマックスを逃がした後、本人はダークソルに操られる事になった。
ミシャエラ妖魔兵を操る指揮官。高い魔力から繰り出す強力な魔法に加えて、「ドール」と呼ばれる分身を作り出す特殊能力がある。
エリオットドラゴンニュート族の竜戦士で、騎馬兵を統率する指揮官。武人として大陸に勇名を轟かす豪将であると共に、忠義に厚く正々堂々と戦う好人物でもある為、民衆からも強く慕われている。自身が仕える皇帝ラムラドゥの変心と悪虐には気付いていたが、軍人としての職務に背くことは出来ず、シャイニング・フォースの前に立ちはだかる。ゲームギア用ソフト『シャイニング・フォース外伝 ファイナルコンフリクト』に登場するエリックの実父にあたる人物。
皇帝ラムラドゥルーンファウスト国の皇帝。本名：アーク・レイ・ラムラドゥ4世。ダークソルが現れるまでは、賢帝として知られていたが、ダークソルと出会い、変心する。

### リメイク版で追加されたキャラ
ナーシャ
ルーンファーストの皇女で、ラムラドゥの一人娘。ダークソルに実質支配された母国を脱出し父を救う為に戦う。マックスたちと合流する前はスポット的に戦う主人公的な扱い。回復や補助の魔法に加えて、直接戦闘でも中々に高い能力を持つ。
ズイカ
自分を目覚めさせた者を守るという記憶しかなく、その為、自分を目覚めさせたナーシャを守ることだけを目的に戦う。アサシンに転職後、HPが半分以下になると怒りが爆発し、攻撃力が1.5倍、移動力が2倍、攻撃射程が1-2、敵攻撃時の防御行動が追加という大幅なパワーアップをする。防御力も高い為、HPが減っていても比較的安全だが、魔法やブレス系の攻撃は防御力に関係なくダメージを受ける。HPを回復すると元に戻る。
キョウカQ
カードを使って戦う謎の人物。入手したカードを最大4枚戦闘に持ち込んで、MPを消費して使用可能。1度使ったカードは同マップ中では使用不可能。また、MPが足りない場合もカードは使えない。基本的な戦闘能力も低い為、最大で4ターンしか活躍できないが、カードの効果は非常に強力なものがある。

## 他機種版
| No. | タイトル                                                                            | 発売日                                           | 対応機種                                           | 開発元                                    | 発売元             | メディア | 型式                                                                           | 備考                                                     |
| --- | ----------------------------------------------------------------------------------- | ------------------------------------------------ | -------------------------------------------------- | ----------------------------------------- | ------------------ | --- | ------------------------------------------------------------------------------ | -------------------------------------------------------- |
| 1   | シャイニング・フォース 黒き竜の復活 Shining Force - Resurrection of the Dark Dragon | 2004年4月30日 2004年6月8日 2004年8月5日          | ゲームボーイアドバンス                             | クライマックス アミューズメントヴィジョン | セガ アトラス T-HQ | 64メガビットロムカセット                                                                                                 | AGB-P-AF5J AGB-P-AF5E AGB-P-AF5P                                               | リメイク版                                               |
| 2   | シャイニング・フォース 黒き竜の復活（お買い得版）                                   | 2005年11月23日                                   | ゲームボーイアドバンス                             | クライマックス アミューズメントヴィジョン | セガ               | 64メガビットロムカセット                                                                                                 | AGB-P-AF5J                                                                     | 廉価版                                                   |
| 3   | シャイニング・フォース 神々の遺産                                                   | 2007年7月10日 2007年7月23日 2007年8月3日         | Wii                                                | クライマックス ソニック                   | セガ               | ダウンロード （バーチャルコンソール）                                                                                    | -                                                                              | メガドライブ版の移植 日本では2019年1月31日配信・発売終了 |
| 4   | シャイニング・フォース 神々の遺産                                                   | 2010年7月23日 2010年7月29日 2010年               | iPhone iPod touch (iOS)                            | goGame Pte                                | セガ               | ダウンロード | -                                                                              | メガドライブ版の移植                                     |
| 5   | Shining Force: The Legacy of Great Intention                                        | 2011年1月26日                                    | Windows                                            | クライマックス ソニック                   | セガ               | ダウンロード (Steam) | -                                                                              | メガドライブ版の移植                                     |
| 6   | シャイニング・フォース 黒き竜の復活                                                 | 2016年5月18日                                    | Wii U                                              | クライマックス ソニック                   | セガゲームス       | ダウンロード （バーチャルコンソール）                                                                                    | -                                                                              | ゲームボーイアドバンス版の移植                           |
| 7   | Sega Genesis Classics                                                               | 2018年5月29日 Switch 2018年12月7日 2018年12月6日 | Linux macOS PlayStation 4 Xbox One Nintendo Switch | d3t セガ                                  | セガ               | ダウンロード (Steam、PlayStation Store、 Microsoft Store、 ニンテンドーeショップ) BD-ROM Nintendo Switch専用ゲームカード | PS4: CUSA-10828 CUSA-09771 XBO: INL-SE10663080 Switch: HAC-P-AQGKB HAC-P-AQGKA | メガドライブ版の移植                                     |
| 8   | シャイニング・フォース 神々の遺産                                                   | 2019年9月19日                                    | メガドライブ ミニ                                  | エムツー                                  | セガゲームス       | プリインストール | - HAA-2520 - MK-16000                                                          | 本体にあらかじめ収録されている42タイトルの中の一つ。     |
| 9   | セガ メガドライブ for Nintendo Switch Online                                        | 2021年10月26日                                   | Nintendo Switch                                    | 任天堂 エムツー                           | 任天堂             | ダウンロード | -                                                                              | メガドライブ版の移植                                     |

ゲームボーイアドバンス版『シャイニング・フォース 黒き竜の復活』
以下の点がメガドライブ版から変更されている。
- 新キャラクターの追加。
- それに伴うストーリーとバトルを追加。
- キャラクターデザインのリファイン。
- 主人公であるマックスが喋る様になった。
- ムサシとハンゾウの加入時期が早くなった。
- ムサシとハンゾウが転職出来る様になった。
- 戦闘時、騎士、魔道師などのグラフィックが色違い程度だったものが、個別の物になった。
- 隠しアイテムの場所が変わった。
- 特定の女性キャラが装備できる隠しアイテムを装備すると、ちゃんと戦闘アニメ時のグラフィックも変化するようになった。
- キョウカQが装備できるカードを使ってバトル中、キャラのステータスUPが出来るようになった。
- バトルを特定のターン以内にクリアーすると隠しアイテムが手に入るようになった。
- 戦闘で撃破された味方ユニットの表現が、死亡から戦闘不能になった。

## スタッフ
- ゲーム・デザイン：高橋宏之
- シナリオ：和智正喜、玉木美孝、高橋宏之
- サブスクリプト：和智正喜、折茂賢司、小寺春樹、高橋宏之
- シナリオ・アシスト：久末律子、岩佐禎
- プログラム：田口泰宏、田川佳紀、"OKOCHAMA" NAITOH（内藤寛）、小寺春樹
- テクニカル・サポート：滝本真澄、松本清明
- キャラクター・デザイン：玉木美孝
- グラフィック・ディレクター：吉田英博、玉木美孝
- グラフィック・デザイン：吉田英博、玉木美孝、宮崎龍四郎、1610.NAKASHIMA（なかしまひろと）、かくさかひろただ、もちづきみずほ、平下陽二郎、石松龍太郎
- ミュージック・コンポーズ：吉村政彦
- サウンド・エフェクト：渋谷道玄、渋谷円山
- スペシャル・サンクス：あおきなおき、林田浩太郎、つちやしろう
- ディレクター：田口泰宏、折茂賢司
- プロモーション・ディレクター：西垣伸哉
- プロデューサー：高橋宏之

## 評価
メガドライブ版
- ゲーム誌『ファミコン通信』の「クロスレビュー」では8・7・8・6の合計29点（満40点）になっている[14]。

- ゲーム誌『メガドライブFAN』の読者投票による「ゲーム通信簿」での評価は以下の通りとなっており、26.90点（満30点）となっている[2]。また、同雑誌1993年7月号特別付録の「メガドライブ&ゲームギア オールカタログ'93」では、本作を「RPGというよりはシミュレーションの要素が強いゲーム」と位置付けており、ゲーム中の操作がすべてアイコンで行われる事に関して「初心者でもすぐに馴染むことができる親切設計になっている」と肯定的に評価し、戦闘シーンに関しては「前作以上に派手な戦いを楽しむことができる」と称賛した[2]。

| 項目 | キャラクタ | 音楽 | 操作性 | 熱中度 | お買得度 | オリジナリティ | 総合  |
| 得点 | 4.75       | 4.29 | 4.33   | 4.61   | 4.43     | 4.49           | 26.90 |

- ゲーム本『メガドライブ大全』（2004年、太田出版）では、前作から引き継いだ十字ボタンを押すだけの操作に関して「いわゆる『シミュレーションRPG』から煩雑さをぬぐい去ってしまった」と肯定的に評価、また攻撃や魔法使用時の演出に関しては「ド迫力のビジュアル」と称賛、さらに玉木美孝によるキャラクター・デザインに関して絶賛し、漫画『ぼのぼの』（1986年 - ）に似ているとした上でヒットポイントが1しかない「ヨーグルト」の脱力感に関して肯定的に評価した[20]。

- 『GameSpot』のレビューでは、個性的なキャラクターを多数仲間にできることや、長く魅力的な冒険を体感できることを高く評価している。一方でゲームが単純すぎることと、キャラクターバランスが悪いことを欠点として挙げている。点数はメガドライブ版に7.5点（満10点）[17]、GBA版に8.3点（満10点）を与えている[18]。

ゲームボーイアドバンス版
- ゲーム誌『ファミ通』の「クロスレビュー」では合計29点（満40点）になっている[15]。